# SOFT DARTS JAPAN TOURNAMENT
SOFT DARTS JAPAN TOURNAMENT（ソフト ダーツ ジャパン トーナメント）とは、株式会社ダーツライブが主催していたソフトダーツのトーナメントである。

## 概要
SOFT DARTS JAPAN TOURNAMENTはダーツのネットワークサービスである「DARTSLIVE NETWORK SERVICE」を運営するダーツライブ社が主催し、DARTSLIVE NETWORK SERVICEに加入している店舗を中心として年1回行われるダーツのトーナメント大会である。
2007年まではDARTSLIVE JAPAN TOURNAMENTという名称であったが、2008年からダーツの認知拡大のために現名称に変更された。
また、2008年大会までは決勝戦がSUPER DARTSとされており、ベスト4以上の成績を残したプレーヤーはDAERSLIVEプロとして、海外トーナメントへの派遣などの褒賞が与えられていた。しかし、2009年になり、SUPER DARTS 2010はSOFT DARTS JAPAN TOURNAMENTのベスト4とDARTSLIVE ARENAの優勝者、準優勝者、前年度のDARTSLIVEプロ4名、その他招待選手からなる大会に改編され、SOFT DARTS JAPAN TOURNAMENT 2009のベスト4はSUPER DARTS 2010への出場権を得るだけに変更されている。

## 大会形式
大会形式は、上記のSUPER DARTの拡大を受けて、2009年大会より大幅に変更されている。以下のものは2009年大会の概要である。

### 予選・決勝
|              | 期間                    | 通過人数 | 参加人数 | 形式                     |
| ------------ | ----------------------- | -------- | -------- | ------------------------ |
| 店舗予選     | 2009年9月19日〜10月18日 | 1名      | 最大32名 | シングルイリミネーション |
| ブロック予選 | 2009年11月1日〜11月30日 | 1名      | 32名     | ラウンドロビン           |
| 決勝         | 2009年12月初旬          | 1名      | 32名     | ラウンドロビン           |

### 参加資格
- DARTSLIVEによるレーティング6以上

## 歴代優勝者
| 大会        | 期間                         | 優勝者   | 優勝者   | 準優勝者 | 準優勝者       | ベスト4  | ベスト4  | ベスト4  | ベスト4           |
| 大会        | 期間                         | 本名     | 登録名   | 本名     | 登録名         | 本名     | 登録名   | 本名     | 登録名            |
| ----------- | ---------------------------- | -------- | -------- | -------- | -------------- | -------- | -------- | -------- | ----------------- |
| 2006-07大会 | 2006年7月15日〜2007年4月21日 | 江口祐司 | えぐちょ | 岡田宗明 | Sou〔SWAGGER〕 | 宮平誠   | アフロ   | 楠谷慎吾 | BILLY             |
| 2007-08大会 | 2007年8月1日〜2008年3月8日   | 星野光正 | 星野光正 | 新里真吾 | Shingo         | 江口祐司 | えぐちょ | 武田知徳 | TAKEDA-unicorn-G‐ |
| 2008大会    | 2008年8月30日〜2009年4月17日 | 星野光正 | 星野光正 | 山田勇樹 | GOMEZ          | 鈴木猛大 | TB Tak   | 江口祐司 | えぐちょ          |
| 2009大会    | 2009年9月1日〜2009年12月初旬 |          |          |          |                |          |          |          |                   |